# Доња Картлија
Доња Картлија (груз. ქვემო ქართლი – Квемо Картли) је регија у југоисточној Грузији. Регија се граничи са Азербејџаном и Јерменијом. Главни град је Рустави.
Регија се простире на 6 527.6 km² и има 423.986 становника (2014).

## Етничка структура
- Грузини 51,3%
- Азери 41,8%
- Јермени 5,1%
- Руси 0,6%
- Понтски Грци 0,5%
- Осети 0,2%[3]